# L’Architecture d’aujourd’hui
L’Architecture d’aujourd’hui – francuski magazym poświęcony architekturze, związany z ruchem modernistycznym.

## Historia
Czasopismo zostało założone w 1930 roku przez André Bloca i Marcela Eugène Cahena, co czyni je najstarszym francuskim magazynem architektonicznym. Od pierwszego numeru wpływ pisma wykraczał daleko poza granice Europy, dzięki zespołowi redakcyjnemu, w którym pracowali Le Corbusier, Robert Mallet-Stevens i Auguste Perret. Siedziba czasopisma mieściła się przy rue Bartholdi 5 w Boulogne. W ciągu dziesięciu lat nakład czasopisma „L’Architecture d’aujourd’hui” wzrósł z 1200 egzemplarzy w 1930 r. do ponad 10 000 w przededniu II wojny światowej.
Czasopismo ukazywało się w 10 numerach rocznie do 1934 r., kiedy to zaczęto wydawać 12 numerów rocznie. W latach 30. dołączył do niego Węgier Pierre Vago, który miał wpływ na rozwój sieci międzynarodowych korespondentów czasopisma. Czasopismo oferowało różnorodne rodzaje prenumeraty i szybko odniosło sukces.
Oprócz publikacji L’Architecture d’aujourd’hui organizowało wycieczki, spotkania międzynarodowe i wystawy. Pierwsza międzynarodowa podróż, otwarta dla architektów i entuzjastów architektury, którzy wykazali zainteresowanie, miała miejsce w 1931 roku do Związku Radzieckiego. Celem tych podróży było obejrzenie architektury i nawiązanie kontaktów z architektami z tego obszaru. Podczas tych podróży odbywały się dni dyskusji, mające na celu ułatwienie realizacji pomysłów; nazywano je Rencontres Internationales des Architects (RIA) i były organizowane przez korespondenta czasopisma w każdej lokalizacji.

### II wojna światowa
Ponieważ André Bloc był Żydem, nie mógł już zarządzać czasopismem podczas II wojny światowej. André Hermant został redaktorem naczelnym czasopisma po jego zakupieniu przez M. Georges’a Massé w czerwcu 1941 r. Hermant i Massé wybrali nową nazwę czasopisma: Techniques et Architectures. Po wyzwoleniu Francji Bloc próbował odzyskać kontrolę nad czasopismem, ale mu się to nie udało. Musiał zaczynać od zera, konkurując z Techniques et Architectures.
Pierwsze numery odrodzonego pisma Bloc L’Architecture d’aujourd’hui ukazały się w 1945 roku. Do 1949 roku wydawano rocznie 5 numerów tematycznych, w tym jeden podwójny. Czasopismo szybko odniosło sukces międzynarodowy. Po wojnie Pierre Vago wznowił działalność Rencontres Internationales des Architects. W 1948 roku grupa ta została zorganizowana jako Międzynarodowa Unia Architektów.